# Auckengill
Auckengill is een dorp aan de oostkust van de Schotse lieutenancy Caithness in het raadsgebied Highland ongeveer 10 kilometer ten zuiden van John o' Groats.